# توکریش
توکریش (به انگلیسی: Tukkrish) یکی از پادشاهی‌های باستانی در گسترهٔ سرزمین ایران کنونی در حدود سال‌های ۲۵۰۰ تا ۲۲۰۰ پیش از میلاد بوده‌است که از مکان دقیق آن آگاه نیستیم.
در متون بایگانی هیتیان در بغازکوی اشاره‌هایی به شاهان توکریش موجود است. در یک متن هوریانی که از بایگانی دولت هیتی در بغازکوی به دست آمده، یکی از شاهان توکریش با عنوان «شاهنشاه» ایلام یاد شده‌است. این نخستین بار است که این لقب برای شاهان سرزمین ایران به کار رفته‌است و نشان می‌دهد که در زمان وقایع مورد اشاره باید رهبری اتحادیهٔ ایلام از اوان و همازی به توکریش منتقل شده باشد.

## فهرست شاهان توکریش
از شاهان این دولت فقط سه نام باقی مانده‌است:
1. اته لومش (Autalummash) شاهنشاه ایلام و شاه توکریش پیش از۲۳۵۰پ. م[۳]
2. ایماش کوش (Immashkush) شاهنشاه توکریش ح پس از ۲۲۹۰پ. م[۴]
3. کیکلی پاتالیش (Kiklipatalish) شاه توکریش ح پس از ۲۲۹۰پ. م[۴]